# Nitrobenzen
Nitrobenzen este o substanță chimică nitroderivat cu un nucleu aromatic, care la temperatura camerei se află în stare de agregare lichidă. Nitrobenzenul are formula chimică C6H5NO2, este toxic, probabil cancerigen, din punct de vedere chimic fiind stabil atât în mediu alcalin cât și în cel acid.
A fost pentru prima oară sintetizat în anul 1834 de Eilhard Mitscherlich.

## Proprietăți

### Proprietăți fizice
Nitrobenzenul este o substanță lichidă incoloră, din cauza impurităților apare practic de culoare gălbuie. Are un miros înțepător de migdale amare, fiind toxic. Nitrobenzenul are densitatea de 1,20 g/cm3, punctul de fierbere 210,85 °C; și arde la 88 °C. 
Este greu solubil în apă, dar solubil în solvenți organici ca alcool, eter sau benzen, temperatura nu influențează în mod deosebit solubilitatea.

### Proprietăți chimice
Nitrobenzenul se comportă față de acizi sau baze, cu afinitate de absorbire a ionilor, sau realizând reacții de substituire, fiind inert în prezența oxidanților.

## Utilizare
Nitrobenzenul este un produs intermediar la obținerea unor substanțe ca anilina, dintrobenzen, trinitrobenzen, benzidină, fuxină sau chinolină.
Într-o măsură mai mică este folosit ca diluant, la obținerea unguenților, carburanților, filmelor fotografice sau explosivilor. În trecut era folosit ca aromatizant la obținerea săpunurilor, azi fiind interzisă folosirea lui la fabricarea produselor cosmetice.

## Mod de obținere
Nitrobenzenul se obține pe cale tehnică prin nitrificarea benzenului în prezența radicalului nitric, în prima fază reacționează acidul azotic cu acidul sulfuric cu eliberarea de ioni de nitrat, care va reacționa în faza a doua cu benzenul, cu eliberare de protoni.
{\displaystyle \mathrm {H_{2}SO_{4}+HNO_{3}\rightarrow HSO_{4}^{-}+H_{2}O+NO_{2}^{+}} }
{\displaystyle \mathrm {NO_{2}^{+}+C_{6}H_{6}\rightarrow C_{6}H_{5}NO_{2}+H^{+}} }

## Simptomele intoxicației
Nitrobenzenul este toxic când ajunge în contact cu pielea, mucoasele respiratorii sau digestive. Intoxicația se manifestă prin cianoză, sângele va avea o nuanță albastră. Apar simptome a unor tulburări nervoase ca amețeală, dureri de cap, vomitări. În cazul intoxicațiilor grave, pe lângă tulburări de ritm cardiac, apar crampe, delir, pierderea cunoștinței, care se poate termina în câteva ore cu exitus (moarte). Alcoolul potențează toxicitatea nitrobenzenului. Copii mici sunt cei mai sensibili la intoxicații. Ca antidot în cazurile ușoare se poate folosi acid ascorbic (vitamina C) care accelerează reacția de descompunere a methemoglobinei, la fel este aplicată frecvent transfuzia de sânge.